# Верба Т. Г. Шевченка
Верба Т. Г. Шевченка — ботанічна пам'ятка природи місцевого значення. Об'єкт розташований на території Черкаського району Черкаської області, територія Шевченківського національного заповідника.
Площа — 0,01 га, статус отриманий у 1972 році.

## Галерея

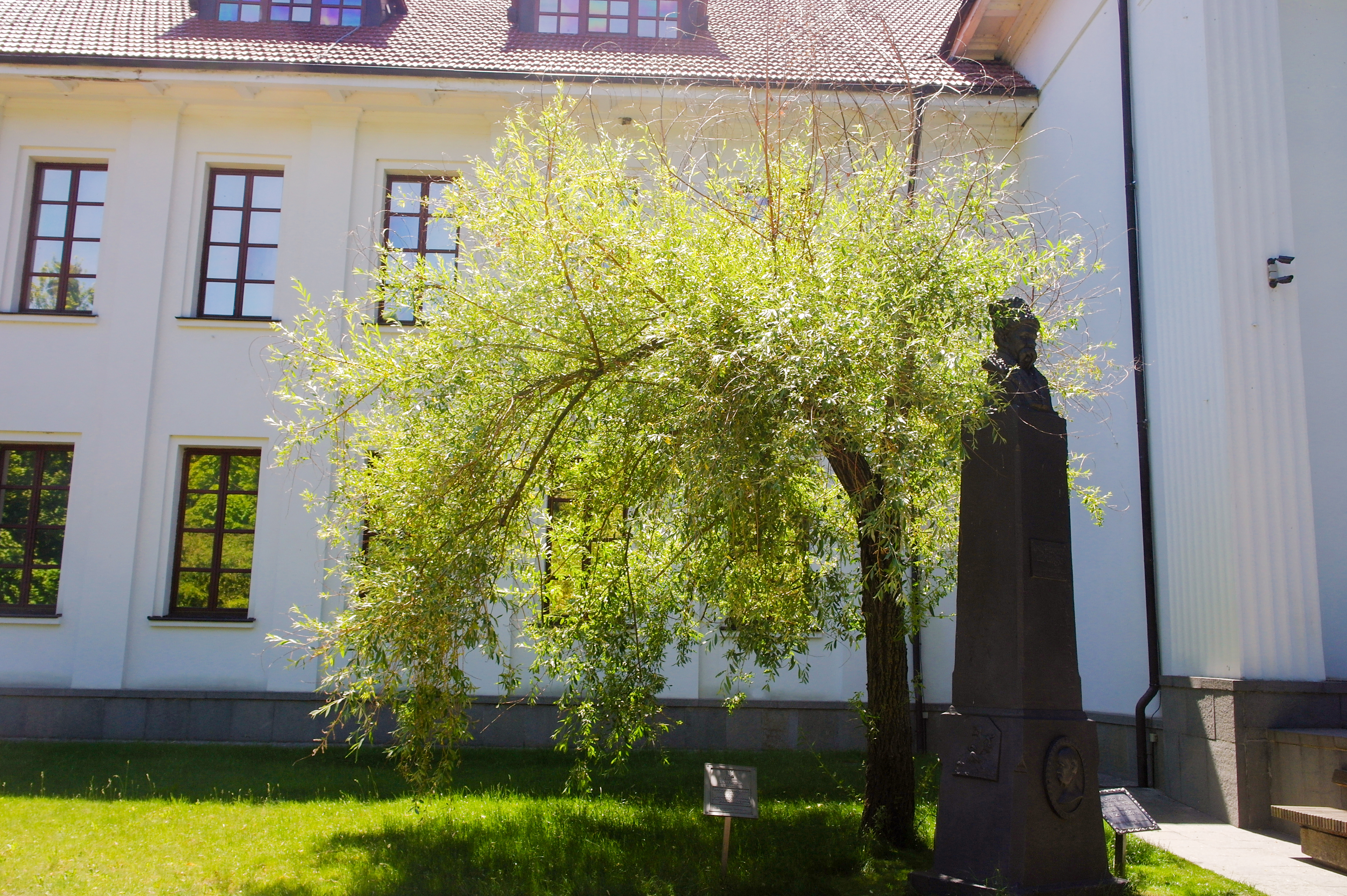
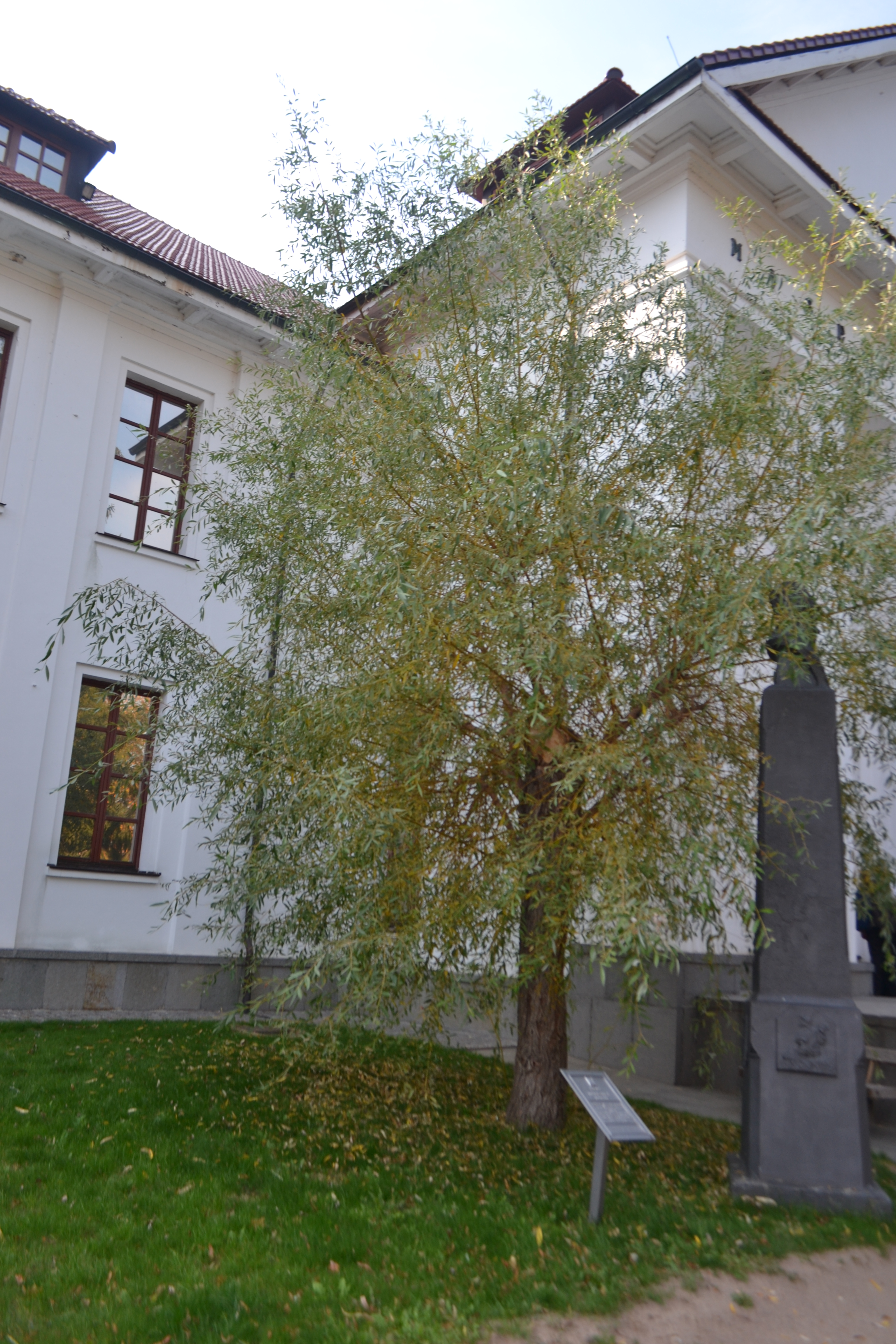